# Madame de Pompadour
Jeanne-Antoinette Poisson, Marquesa de Pompadour (Paris, 29 de dezembro de 1721 – Palácio de Versalhes, 15 de abril de 1764), mais conhecida como Madame de Pompadour, ou simplesmente apelidada como Reinette ("rainhazinha" em  francês), foi uma cortesã francesa e amante do Rei Luís XV da França considerada uma das figuras francesas mais emblemáticas do século XVIII.
Jeanne, na verdade, foi agraciada com o título de Duquesa de Pompadour, em 12 de outubro de 1752, mas nunca chegou a utilizar o título, apenas seus privilégios, como o de poder sentar na presença do rei e da família real e o de utilizar a Coroa Ducal em seu brasão e carruagens. Dotada de inteligência, encanto, beleza, e ao mesmo tempo uma mulher fria, em termos físicos e na alma, Madame de Pompadour via seu papel como o de uma secretária confidencial do rei.
Governava Versalhes, concedia audiências a embaixadores e tomava decisões sobre todas as questões ligadas à concessão de favores, de forma tão absoluta quanto qualquer monarca. Influenciando politicamente as decisões reais, ela se tornou uma empreendedora, incentivando a fundação da fábrica de porcelanas de Sèvres.

## Biografia
Madame de Pompadour foi filha primogênita de Louise-Madeleine de La Motte, casada com François Poisson. François logo após o casamento passou a trabalhar no Hôtel des Invalides que servia de casa e hospital para os veteranos inválidos de guerra pobres, que era controlada pelos irmãos Pâris (Paris-Duverney, que era empreiteiro e tinha uma ativa participação como administrador do exército, e Paris-Montmartel, banqueiro do rei e da corte). Isto até 1719 quando foi transferido para o front na guerra da Quádrupla Aliança. Enquanto François estava no fronte Louise-Madeleine passou a compartilhar da companhia de vários homens, na maioria nobres.
Acredita-se que o verdadeiro pai de Jeanne-Antoinette, fosse Pâris de Montmartel que se tornou seu padrinho de batismo e que conhecia muito bem Madame Poisson, antes dela se casar.

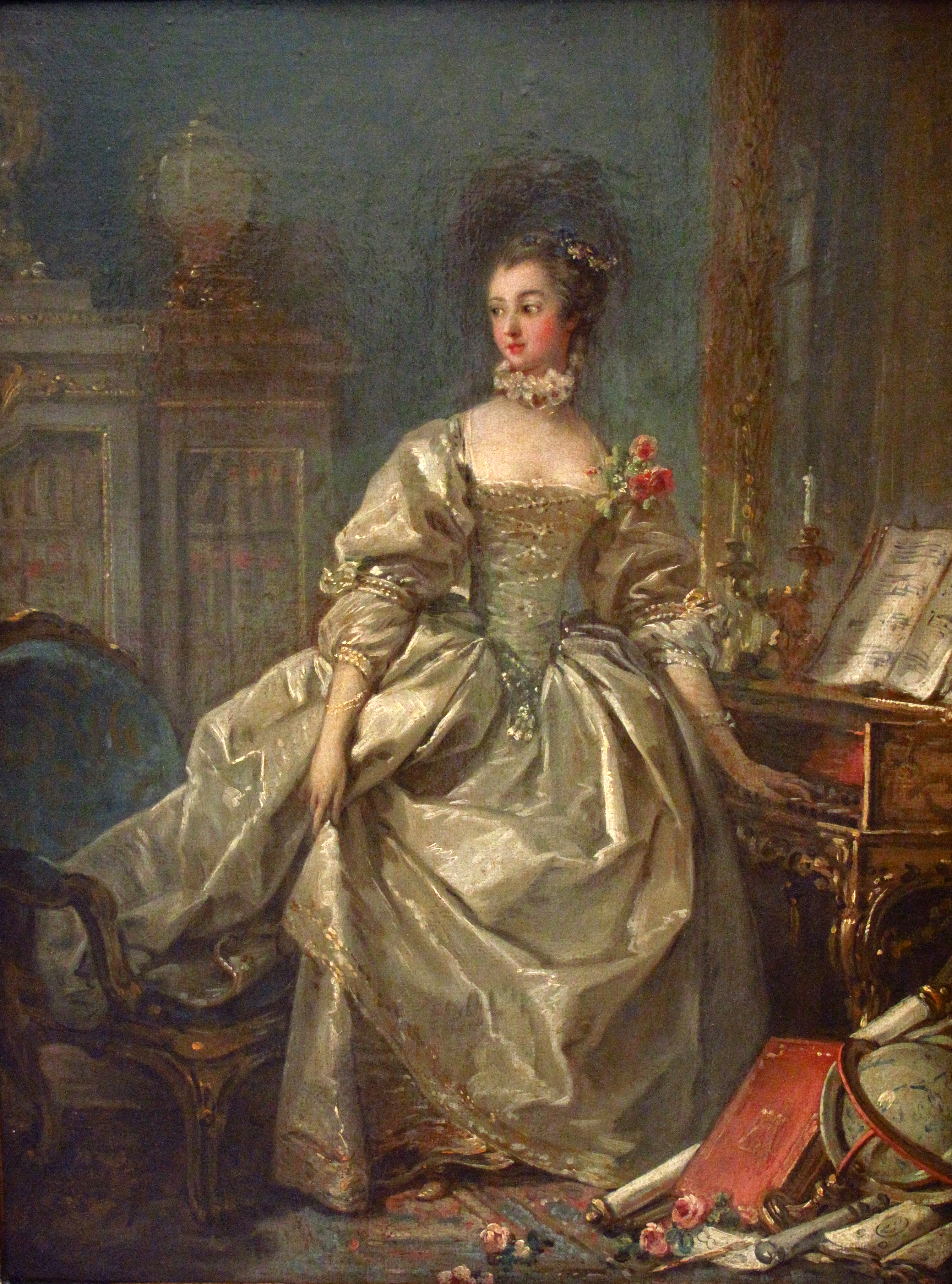
Madame de Pompadour

François conheceu os irmãos Pâris quando atuava como almoxarife do setor de suprimentos do regimento de Due de Villars, depois disso François foi requisitado por sua integridade e ação imediata na organização dos suprimentos necessários quando ocorreu a peste na Provença. Apesar de sua falta de educação formal e da falta de maneiras, François tinha um talento nato para resolver as situações mais delicadas — qualidades que logo o tornaram indispensável para seus empregadores.
Já Louise-Madeleine vinha dos mesmos círculos que os irmãos Pâris. Seu pai, era envolvido com suprimentos do exército, além de ser fornecedor de carne para o des Invalides. Era considerada de uma classe socialmente superior à do marido e, segundo rumores, os irmãos Pâris combinaram seu casamento com Poisson para fornecer a Claude Le Blanc, secretário de Estado da guerra, acesso mais fácil a ela. Para compensar Poisson, Le Blanc conseguiu que ele e o pai da noiva recebessem nomeações oficiais do regente Filipe II.
Oportunidades de ter lucros enormes sempre existiram para os responsáveis pelo suprimento do exército. François prosperou e a família mudou-se para uma casa grande e bem-equipada na rue Saint-Marc. Quando Jeanne-Antoinette tinha quatro anos, seu pai se tornou bode expiatório em um escândalo do mercado negro envolvendo milho fornecido pelos irmãos Pâris. Poisson foi acusado de pagar uma quantia enorme e declarou-se devedor do tesouro. Para se salvar da prisão e provavelmente da forca, fugiu para a Alemanha deixando para trás a mulher e seus dois filhos.
Charles Le Normant de Tournehem, um rico solteirão e mecenas, assumiu a guarda de Madame Poisson e sua família. O tio Tournehem tratava os filhos de Louise-Madeleine como se fossem seus.
Enquanto Louise-Madeleine descobria o que iria fazer em seguida, mandou Jeanne-Antoinette, então com cinco anos de idade, para estudar no convento das Irmãs Ursulinas em Poissy. Cinco anos depois, Louise-Madeleine trouxe sua filha para casa e começou a ministrar-lhe um currículo totalmente diferente do que as boas irmãs ofereciam. Nas palavras de Marcelle Tinayre, vizinha e amiga íntima dos Poissons, Madame Poisson deu à filha a "educação de uma cortesã superior".
Louise-Madeleine via na filha um reflexo de sua beleza e de sua vida. Acreditava que com os dotes naturais de sua filha, Jeanne-Antoinette poderia garantir uma vida melhor. Tendo experimentado a vida com o açougueiro de baixa classe e depois experimentando o estilo de vida de alguns nobres que a entretinham, Louise-Madeleine imaginava como sua pequena Reinette (rainhazinha), como ela chamava Jeanne-Antoinette, poderia se tornar, se trabalhasse duro e se colocasse nos lugares certos, a amante do rei.
Jeanne-Antoinette aprendeu o cravo, a dança e a oratória. Ela e sua mãe conversaram abertamente sobre como colocá-la no lugar apropriado para chamar a atenção do rei, para escalar "o Olimpo de Versalhes".

### Casamento
Jeanne-Antoinette passou a frequentar circuito de reuniões refinadas nos grandes salões parisienses. Ao longo do caminho, ela foi flagrada por um banqueiro, Charles-Guillaume Le Normant d'Étiolles sobrinho de Charles Le Normant de Tournehem.
Existem fatos que indicam que Monsieur de Tournehem viesse considerando essa união já há um certo tempo. Tendo ele mesmo cuidado do futuro financeiro do sobrinho, tornando-o sócio minoritário em várias pequenas empresas coletoras de impostos, e em 15 de dezembro de 1740 Tournehem deserdou todos os outros parentes, fazendo deste único sobrinho seu herdeiro absoluto.
Em março de 1741, com a idade de vinte anos, se casou com Monsieur Lenonnant. Após o casamento, a jovem Jeanne-Antoinette ficou conhecida como Madame d'Etioles. Lenonnant tinha uma casa de campo em Étiolles, uma casa em Paris, um salário impressionante e, o mais importante, tinha um círculo social que se relacionava realeza, um mundo onde as senhoras utilizavam os coches para admirarem os cavalheiros e os nobres caçavam raposas na floresta de Sénart. Foi em uma dessas caçadas, em 1744, três anos depois do casamento, que Jeanne-Antoinette finalmente chamou a atenção de Luís XV.

### Luís XV

Madame de Pompadour por Maurice Quentin de La Tour.

Considerado o homem mais belo do reino, provavelmente conheceu a ainda Madame d'Etioles em 1742, em um baile onde ele a notou — como não notar aquela que era considerada uma das mulheres mais belas de Paris? Inicialmente, aos 11 anos de idade, Luís XV ficou noivo de uma infanta espanhola, mas a infanta acabou sendo mandada de volta para seu país. Logo depois ele ficou noivo da princesa polonesa Maria Leszczynska que vivera em exílio na Alemanha. Quando Maria Leszczynska se casou com Luis, estava ela com 22 anos e o rei com 15.
Luís XV foi fiel à sua esposa por 10 anos tendo, nesses 10 anos, 10 filhos com a rainha, mas nem todos sobreviveram à primeira infância. Mas mesmo assim 
Jeanne-Antoinette não foi a primeira. Luís XV teve outras amantes, como por exemplo Louise-Julie, a condessa de Mailly. Não tardou muito, e Luís demonstrou interesse por uma irmã da condessa de Mailly, Pauline, que veio a falecer ao dar à luz um filho do rei. Devastado pela morte de sua segunda amante, Luís deixou a corte por um mês. Mas, pouco tempo depois, para incredulidade geral e consternação de toda a sociedade, Luís XV interessou-se por mais uma irmã, a caçula das três, Marie-Anne, marquesa de La Tournelle, detentora de grande força e ímpeto, foi sagrada duquesa de Châteauroux.
Depois de uma série de problemas envolvendo membros do corpo político de Luís XV, a Duquesa de Châteauroux morreu de pneumonia aos 27 anos. Toda a sociedade começou a comentar sobre as suspeitas de envenenamento. As suspeitas mais pungentes recaíam sobre o Conde de Maurepas, ministro da Marinha, que tinha sido um de seus mais ferrenhos inimigos, sempre conspirando contra ela. Com a morte da duquesa, todos sabiam: estava livre a vaga de maîtresse déclarée (amante declarada). Todos sabiam que o Monarca não ficaria muito tempo sem uma amante. Havia chegado a hora e a vez de Madame d'Etioles.
É praticamente impossível dizer exatamente como, quando e onde Madame d'Etiolles e Luís XV se conheceram, mais difícil ainda seria definir a data de quando eles se tornaram amantes; muitas possibilidades são consideradas por muitos autores de biografias da lendária amante de Luís XV. No decorrer do tempo em que Luís XV ficou sem uma amante, surgiram os primeiros boatos sobre seu romance com Jeanne-Antoinette. A aristocracia se negava a acreditar que o rei fosse capaz de conspurcar os régios domínios da corte com uma simples burguesa. O abismo intransponível que havia entre burguesia e aristocracia era sempre ressaltado, e que nunca uma burguesa seria o mesmo que uma marquesa ou duquesa.

### Marquesa
Era inaceitável que Luís XV tomasse como amante uma mulher que, embora rica, bela e culta, viesse da burguesia. Mas a decisão de Luís XV já estava tomada. Jeanne-Antoinette Poisson, a outrora Madame d'Etiolles, seria apresentada à corte, mas para isso, era necessário antes de mais nada, que ela obtivesse um título de nobreza. As investigações para a obtenção do título recaíram sobre o Marquesado de Pompadour, uma propriedade no Limousino, cuja posse não era exata. Como os ajustes para a obtenção de seu título correram bem, Jeanne-Antoinette, agora Marquesa de Pompadour, passaria o verão em sua antiga propriedade, Etiolles, aprendendo os estranhos e confusos hábitos da corte de Versalhes, adquirindo o refinamento para alcançar tudo aquilo que almejava e que lhe fora dado a acreditar desde tenra idade.
Voltaire foi um dos que ao longo deste aprendizado em Etiolles se tornaram seus amigos para a vida inteira, mesmo ele tendo deixado a corte da França e rumado para a Prússia, para a corte de Frederico II da Prússia. Mas ainda havia muito o que aprender neste período em que ela teve que aprender os títulos e nomes das famílias mais importantes do reino, ela teve o auxílio do Abade de Bernis, de Voltaire e de alguns outros interessados em se beneficiar da posição de Marquesa de Pompadour e amante declarada do rei. Contra ou a favor da burguesa, agora enobrecida, Jeanne-Antoinette, foi apresentada à corte do dia 14 de dezembro, no salão Oeil-de-Boeuf. Trajando o obrigatório robe de cour negro, coberta de jóias, empoada e usando rouge, estava, a partir daquele momento, assumindo seu lugar no mundo de intrigas de Versalhes.

### Morte
Madame de Pompadour sofreu dois abortos em 1746 e 1749, e ela disse ter arranjado amantes menores para o prazer do rei para substituir a si mesma. Apesar de terem deixado de ser amantes depois de 1750, eles continuaram amigos, e Luís XV foi dedicado a ela até sua morte em 1764 por tuberculose, na idade de quarenta e dois anos. Mesmo seus inimigos admiravam sua coragem durante as dolorosas semanas finais. Voltaire escreveu: "Estou muito triste com a morte de Madame de Pompadour — estava em dívida com ela e eu lamento-a além da gratidão. Parece absurdo que, enquanto um velho burocrata, dificilmente capaz de caminhar, deve ainda estar vivo, uma mulher bonita, no meio de uma esplêndida carreira, deveria morrer na idade de quarenta e dois". Muitos de seus inimigos ficaram, no entanto, aliviados. Olhando para a chuva durante a partida do caixão de sua amante de Versalhes, o Rei teria dito: "La marquise n'aura pas de beau temps pour son voyage" ("A marquesa não terá tempo bom para sua viagem"). Ela foi enterrada no Convento das Capuchinhas em Paris.

## Na ficção
- Ela é interpretada pelas atrizes britânicas Jessica Atkins (como uma criança) e Sophia Myles (como uma adulta) em "The Girl in the Fireplace", um episódio da telessérie de ficção científica Doctor Who.
- Uma canção de Carlos Galhardo tem o título ‘’Madame Pompadour’’
- Moreira da Silva menciona Madame de Pompadour em sua música Acertei no milhar.